# Ola El Aguizy
Ola El Aguizy (Arabisch: علا العجيزي; geboren in Caïro, 17 augustus 1948) is een Egyptische egyptologe, emeritus hoogleraar aan de Universiteit van Caïro. 

## Carrière
El Aguizy begon in 1970 te werken bij de Universiteit van Caïro, eerst als assistent, daarna als docent en ten slotte (1998) als hoogleraar in de Egyptische taal (bij de afdeling Egyptische Oudheden). In de jaren 1980 en 1990 nam ze regelmatig deel aan de International Conference on Demotic Studies (iedere ca. 4 jaar gehouden). In 2002 werd ze hoofd van de afdeling Egyptische Oudheden en in 2003 decaan van de Faculteit Archeologie.

## Opgravingen in Saqqara
Sinds 2005 geeft El Aguizy leiding aan het opgravingsteam van de University van Caïro in Saqqara. Ze graaft op in een grafveld uit de eerste helft van de 19e dynastie. Het gebied ligt ten zuiden van de toegangsweg van de piramide van Oenas, in de buurt van de concessie van de Nederlands-Italiaanse expeditie. In 2007, tijdens hun tweede opgravingsseizoen, vond El Aguizy het graf van de legercommandant Ptahmes. Dit graf was in 1859 al gevonden door Auguste Mariette en gedeeltelijk gefotografeerd door Théodule Devéria, en daarna was de locatie onbekend geraakt.
Verschillende graven uit de 19e dynastie waren hergebruikt als familiegraf in de Late Tijd. Hieronder was het graf van Hoey-nefer waarin o.a. de begraving van de moeder van een priester van koning Menkaoera van de 4e dynastie) werd gevonden.
In 2014 vond zij het graf van Paser, hoofd van de legerarchieven, en in 2017 dat van Iwrkhy (ook wel geschreven als Urkhya; mogelijk een Hurritische naam), generalissimo onder Ramses II.

## Publicaties
Voor de publicaties van El Aguizy, zie haar CV op de website van de Universiteit van Caïro of de Online Egyptological Bibliography.
- Bibsys: 99068364
- Bibliothèque nationale de France: cb13518887p (data)
- Gemeinsame Normdatei: 143058916
- International Standard Name Identifier: 0000 0000 8003 7292
- Library of Congress Control Number: no99060941
- Nationale Bibliotheek van Israël: 987007429436605171
- Nederlandse Thesaurus van Auteursnamen: 237791692
- Réseau des bibliothèques de Suisse occidentale: 02-A005491924
- Système universitaire de documentation: 050198823
- Semantic Scholar: 1443648973
- Virtual International Authority File: 76471738
- WorldCat: E39PBJvd7M79kQMMHVKrPc9qwC